# Ardboe
Ardboe (dal gaelico Ard Bó), è una località della contea di Tyrone, in Irlanda del Nord, che si trova sulle sponde del Lough Neagh.

## Storia
Durante la Seconda guerra mondiale venne costruita, nel 1941, una base aerea, utilizzata inizialmente dalla Royal Air Force, e poi consegnata alla United States Army Air Forces.